# Atriplex micrantha
Atriplex micrantha  es una especie de planta perenne perteneciente a la familia de las amarantáceas.  Es originaria de Eurasia.

## Descripción
Es una planta anual, que alcanza un tamaño de hasta 50 cm de ltura, erecta, ramosa, verdosa en su conjunto. Las hojas de 1-7 × 0,5-6,5 cm, opuestas en la base, alternas en el resto, de triangular-ovadas a triangular-oblongas, hastadas, con los lóbulos laterales dirigidos oblicuamente hacia afuera. Inflorescencia paniculiforme, foliosa solo en la base. Bractéolas fructíferas de dos tipos; unas de 2-5 mm, de orbiculares a elípticas, obtusas; las otras, de 1,2-2 mm, generalmente ovadas, agudas o acutiúsculas; todas de consistencia herbácea, aunque engrosadas en la base, con el dorso liso y los márgenes enteros, de bordes soldados solo en la base y siendo esta obtusa, redondeada o subcordada. Semilla de 1,4 × 1,2 mm, ovoideo-esferoidal, negra, brillante; radícula en posición oblicua. Tiene un número de cromosomas de 2n = 18*, 36*; n = 18.

## Distribución y hábitat
Se encuentra en zonas ruderalizadas, salinas o subsalinas. En Europa oriental, Asia occidental, introducida en el centro de Europa y Norteamérica. Naturalizada en la Vall de Ribes y alrededores de Almacellas y Mequinenza en España. 

## Taxonomía
Atriplex micrantha fue descrita por  Karl Friedrich von Ledebour y publicado en Icones Plantarum 1: 11, pl. 43. 1829.
Etimología
Atriplex: nombre genérico latino con el que se conoce a la planta.
micrantha: epíteto latino  que significa "con flores pequeñas.
Sinonimia
- Atriplex hastata var. heterocarpa Fenzl
- Atriplex hastata var. heterosperma (Bunge) Regel ex Iljin
- Atriplex heterosperma Bunge
- Atriplex hortensis subsp. heterosperma (Bunge) Meijden[5]